# La Louptière-Thénard
La Louptière-Thénard település Franciaországban, Aube megyében. Lakosainak száma 300 fő (2022. január 1.). La Louptière-Thénard Traînel, Fontaine-Fourches és Perceneige községekkel határos.

## Népesség
A település népessége az elmúlt években az alábbi módon változott:
| Lakosok száma | 158  | 161  | 167  | 248  | 293  | 291  | 289  | 290  | 290  | 300  |
|               | 1968 | 1982 | 1990 | 2006 | 2013 | 2015 | 2017 | 2019 | 2020 | 2022 |